# Villa-Lobos (cratère)
Pour les articles homonymes, voir Villa-Lobos (homonymie).
Villa-Lobos est un cratère d'impact présent sur la surface de Mercure. 
Le cratère fut ainsi nommé par l'Union astronomique internationale en 2015 en hommage au compositeur brésilien Heitor Villa-Lobos. 
Son diamètre est de 67 km. Il se situe dans le quadrangle de Derain (quadrangle H-10) de Mercure.